# General-Dr.-Speidel-Kaserne

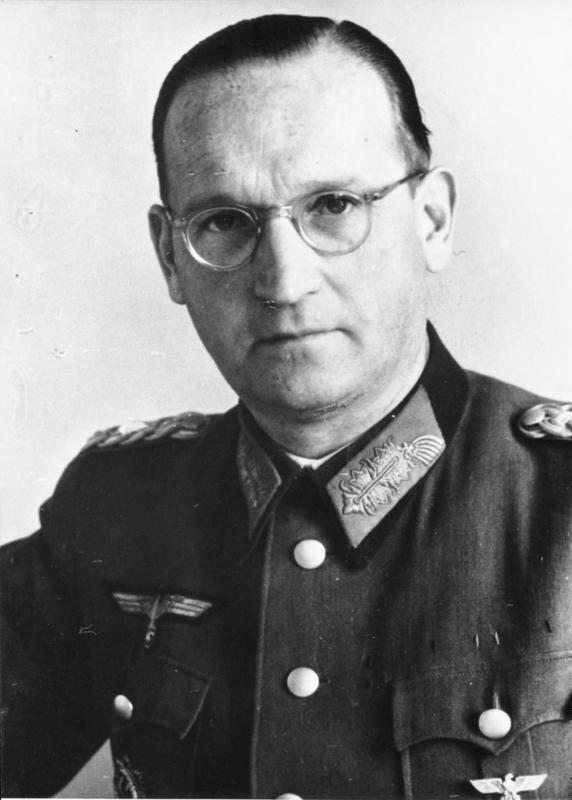
Namensgeber Speidel

Die General-Dr.-Speidel-Kaserne ist eine Kaserne der Bundeswehr in Bruchsal. Sie wurde von 1961 bis 1963 als Eichelberg-Kaserne erbaut. Im November 1997 erfolgte die feierliche Umbenennung. Namenspatron dieser Kaserne wurde ein Unterstützer der Gruppe um Claus Graf Schenk von Stauffenberg, der spätere Bundeswehr- und NATO-General, Hans Speidel. Die Kaserne befindet sich südlich von Bruchsal auf dem Höhenzug Eichelberg. An die Kaserne angeschlossen sind eine Standortschießanlage (StOSchAnl) und ein Standortübungsplatz (StOÜbPl).

## Kaserne
Die Eichelberg-Kaserne war 30 Jahre die Heimat der 1. Luftlandedivision (1. LLDiv) und seit 1994 des ABC-Abwehrbataillon 750 (ABCAbwBtl 750), das durch Umbenennung aus dem ABC-Abwehrbataillon 210 (ABCAbwBtl 210/Dragoner-Kaserne) hervorgegangen ist.
Seit November 1964 hat das Feldjägerdienstkommando (FJgDstKdo) Bruchsal dort seinen Standort. Zunächst durch den 3. Zug der Luftlandefeldjägerkompanie 9 (LLFJgKp9/III), dann durch 2./Feldjägerbataillon (2./FJgBtl 750) dann durch 3./Feldjägerbataillon 452 (3./FJgBtl 452) „Die Badische“ und seit Mai 2014 durch die 6./Feldjägerregiment 3 (6./FJgRgt 3) betrieben. 2007 wurde der Standort aufgewertet, da das Heerestruppenkommando von Koblenz nach Bruchsal verlegt wurde.
Eine Besonderheit ist die Erhebung Katzenbuckel auf dem Standortübungsplatz. Auf diesem Höhenrücken befindet sich eine Graslandebahn, die von Transall C-160-Transportflugzeugen genutzt werden konnte. Am Rande des Landeplatzes befindet sich ein Gedenkstein für Oberstleutnant i. G. Roland Dotschkal, Stabsoffizier der 1. Luftlandedivision (Leiter der Abteilung G/AMF (L) und Freifallbeauftragter der Division), der am 4. März 1993 beim Sprungdienst tödlich verunglückte (sein 1394. Sprung).
Die Sportfördergruppe Bruchsal (Boxen, Ringen, Gewichtheben) ist ebenfalls hier ansässig.
Der Fallschirm-Sportspringer Club 1. Luftlandedivision e. V. Bruchsal (FSC Bruchsal) nutzte den Standortübungsplatz mit der Graslandebahn seit seiner Gründung bis Ende 2022.

## Stationierte, aufgelöste und verlegte Einheiten
| Langtext                                                             | Abkürzung                    | Aufgestellt     | Aufgelöst          | am Standort |
| -------------------------------------------------------------------- | ---------------------------- | --------------- | ------------------ | ----------- |
| 1. Luftlandedivision                                                 | 1. LLDiv                     | 2. Januar 1957  | 1994               | 1964–1994   |
| Luftlandefeldjägerkompanie 9                                         | LLFJgKp 9                    | 09/1958         | 01/1980            | 1964–1980   |
| Luftlandefernmeldebataillon 9                                        | LLFmBtl 9                    | 0.04.1958       | 09/1979            | 1964–1979   |
| Luftlandefernmeldekompanie AMF (L) 9                                 | LLFmKp AMF (L) 9             | 1. Oktober 1979 | 2003               | 1979–1995   |
| Luftlandepionierbataillon 9                                          | LLPiBtl 9                    | 04/1959         | 21. Oktober 1964   | 1960–1962   |
| Materialausstattung Luftlandefernmeldekompanie AMF(L)/               | MatAusstg LLFmKp AMF (L)     | –               | –                  | 1985–1986   |
| Verbindungskommando Luftwaffe Divisionskommando 1. Luftlandedivision | VKdoLw BrigKdo 1. LLDiv      | 1967            | –                  | 1967–1986   |
| Heimatschutzkompanie 5211                                            | HSchKp 5211                  | 1981            | 1992               | 1981–1992*  |
| Heimatschutzkompanie 5212                                            | HSchKp 5212                  | 1981            | 1992               | 1981–1992*  |
| Reservelazarettgruppe 7509                                           | ResLazGrp 7509               | 1986            | 1992               | 1985–1999   |
| Pionierbataillon 491 (Geräteeinheit)                                 | PiBtl 491 (GerEinh)          | 1982            | 1992               | 1982–1992*  |
| Schwimmbrückenkompanie 4501 (Geräteeinheit) WHNS                     | SchwBrKp 4501 (GerEinh) WHNS | 1987            | 30. Juni 1992      | 1987–1992*  |
| ABC-Abwehrbataillon 750 „neu“                                        | ABCAbwBtl 750                | 1. April 1993   | 1. Januar 2007     | 1993–2007   |
| Instandsetzungsausbildungskompanie 5/II                              | InstAusbKp 5/II              | 1. Februar 1973 | 1980               | 1973–1981   |
| Instandsetzungsausbildungskompanie 7/II                              | InstAusbKp 7/II              | 1976            | 1980               | 1976–1981   |
| Instandsetzungsausbildungskompanie 10/II                             | InstAusbKp 10/II             | 01.04.1981      | 03.09.1996         | 1981–1996   |
| Instandsetzungsausbildungskompanie 11/II                             | InstAusbKp 11/II             | 1981            | 1993               | 1981–1993   |
| Instandsetzungskompanie 750                                          | InstKp 750                   | 1970            | 1986               | 1970–1986   |
| 2./Instandsetzungsbataillon 230                                      | 2./InstBtl 230               | –               | –                  | –           |
| Zahnarztgruppe 502/1                                                 | ZahnArztGrp 502/1            | –               | –                  | –           |
| Sanitätsgruppe Bruchsal 1                                            | SanGrp Bruchsal 1            | 1. April 1981   | 1986               | 1981–1986   |
| Materialausstattung Sanitätsbereich 52/1                             | MatAusstg SanBer 52/1        | –               | –                  | –           |
| Katholischer Standortpfarrer Bruchsal                                | KathStOPf Bruchsal           | 1. Mai 1955     | 30. Juni 2007      | 1963–2007   |
| Evangelischer Standortpfarrer Bruchsal                               | EvStOPf Bruchsal             | 1. Mai 1955     | 30. Juni 2007      | 1963–2007   |
| 2./Feldjägerbataillon 750                                            | 2./FJgBtl 750                | 01/1980         | 30. September 2007 | 1980–2007   |
| Kraftfahrausbildungszentrum Bruchsal                                 | KfAusbZentr Bruchsal         | 1. April 1994   | 30. Juni 2007      | 1994–2007   |
| Fernmeldeausbildungskompanie 3/II                                    | FmAusbKp 3/II                | 1. April 1980   | 30. September 1993 | 1980–1993   |
| Fernmeldeausbildungskompanie 4/II                                    | FmAusbKp 4/II                | 1. April 1980   | 30. September 1993 | 1980–1993   |
| Spezialpionierkompanie 500                                           | SpezPiKp 500                 | 1. April 1997   | 2003               | 1997–2003   |
| Verpflegungsstelle Bruchsal 1                                        | VpfSt Bruchsal 1             | –               | –                  | 1985–1986   |

* umbenannt durch Heeresstruktur IV und aufgelöst durch Heeresstruktur V
| Langtext                                                   | Abkürzung              | Aufgestellt     | Aufgelöst          | am Standort |
| ---------------------------------------------------------- | ---------------------- | --------------- | ------------------ | ----------- |
| Heerestruppenbrigade                                       | HTrBrig                | 1. Juli 2008    | 31. Dezember 2012  | 2008–2012   |
| Heerestruppenkommando                                      | HTrKdo                 | 1. April 2002   | 30. Juni 2008      | 2007–2008   |
| ABC-Abwehrbataillon 750 „neu“                              | ABCAbwBtl 750          | 1. April 1993   | 1. Januar 2007     | 1993–2007   |
| ABC-Abwehrbrigade 100                                      | ABCAbwBrig 100         | 22. Mai 2002    | 10. Dezember 2007  | 2002–2007   |
| ABC-Abwehrbataillon 907 (nicht aktiv)                      | ABCAbwBtl 907 (na)     | 1. Juli 2008    | bestehend          | 2008–       |
| ABC-Abwehrkompanie 955 (nicht aktiv)                       | ABCAbwKp 955 (na)      | 1. April 2009   | bestehend          | 2009–       |
| ABC-Abwehrregiment 750 „Baden“                             | ABCAbwRgt 750 „Baden“  | 1. Januar 2007  | 1. April 2014      | 2007–2014   |
| ABC-Abwehrbataillon 750 „Baden“                            | ABCAbwBtl 750 „Baden“  | 1. April 2014   | bestehend          | 2007–       |
| 2./Feldjägerbataillon 750                                  | 2./FJgBtl 750          | 01/1980         | 30. September 2002 | 1980–2002   |
| 3./Feldjägerbataillon 452                                  | 3./FJgBtl 452          | 1. Oktober 2002 | 30. April 2014     | 2002–2014   |
| 6./Feldjägerregiment 3                                     | 6./FJgRgt 3            | 1. Mai 2014     | bestehend          | 2014–       |
| Evangelisches Militärpfarramt Bruchsal                     | EMilPfA Bruchsal       | 1. Juli 2007    | bestehend          | 2007–       |
| Katholisches Militärpfarramt Bruchsal                      | KMilPfA Bruchsal       | 1. Juli 2007    | bestehend          | 2007–       |
| Kraftfahrausbildungszentrum Bruchsal                       | KfAusbZentr Bruchsal   | 1. April 1994   | 30. Juni 2007      | 1994–2007   |
| Regionale Sicherungs- und Unterstützungskompanie Oberrhein | RSUKp OR               | 17. Juli 2013   | 1. August 2021     | 2013–2021   |
| 12./Heimatschutzregiment 1 „Oberrhein“                     | HschKp OR              | 1. August 2021  | bestehend          | 2021–       |
| Spezialpionierkompanie 501 (Geräteeinheit)                 | SpezPiKp 501 (GerEinh) | 1. Oktober 1993 | 1. April 1998      | 1993–1998   |
| Spezialpionierkompanie 501 (Geräteeinheit)                 | SpezPiKp 501 (GerEinh) | 1. April 1998   | 2003               | 1998–2003   |
| Technische Spezialkompanie 500                             | TechnSpezKp 500 (Ppl)  | 1. Oktober 1993 | 1. April 1997      | 1993–1997   |
| Technische Spezialkompanie 500                             | TechnSpezKp 500 (Ppl)  | 1. April 1997   | 2003               | 1997–2003   |
| Zahnarztgruppe 502/1                                       | ZahnArztGrp 502/1      | –               | bestehend          | –           |
| Sanitätszentrum Bruchsal                                   | SanZ Bruchsal          | 2002            | bestehend          | –           |
| Sportfördergruppe Bruchsal                                 | SportFGrpBw Bruchsal   | –               | bestehend          | –           |